# Oscar de Brey
Oscar Willem de Brey (Wassenaar, 1 oktober 1921 - Mauthausen, 6 september 1944) zat in het verzet tijdens de Tweede Wereldoorlog.

## Studie
De Brey zat op het Nederlandsch Lyceum in Den Haag en wilde vliegtuigbouwkunde gaan studeren in Delft; hij schreef zich in 1940 voor deze studie in.

## De oorlogsjaren
De Brey hielp o.a. Engelandvaarders, waardoor hij al gauw door de Gestapo gezocht werd en zelf moest onderduiken. Na drie maanden hadden ze hem nog niet gevonden, maar De Brey besloot niet langer in Nederland te blijven.

#### Engelandvaarder
Met Govert van den Bosch, Frederik Trip en Pim de Bruyn Kops, allen van het Nederlandsch Lyceum in Den Haag, kocht hij enkele opvouwbare kano's, die ze bij Katwijk verstopten. De kano's werden door de Duitsers gevonden, en in een van de zakken van het oliegoed vonden ze het adres van De Brey. Hij kon op tijd vluchten, maar het werd nog dringender om het land snel te verlaten.
In december verlieten De Brey en De Bruyn Kops te voet hun vaderland. Via België kwamen ze in het vrije Vichy-Frankrijk en acht maanden later konden ze per trein Spanje bereiken. In Bilbao konden ze zich inschepen en via Curaçao bereikten ze de Verenigde Staten, waar De Brey een opleiding in het leger kreeg. In december 1942 werden zij naar Engeland overgeplaatst. In Londen wilden zij zich aanmelden bij de inlichtingendienst, maar na een ontmoeting met de adjudant van koningin Wilhelmina bedacht De Bruyn Kops zich. Hij werd vlieger bij de Royal Air Force en werd in januari 1943 bij het Nederlandse 320 Dutch Squadron RAF geplaatst. De Brey bleef wel bij de inlichtingendienst en kreeg een opleiding om parachutist te worden.
Op 21 mei 1943 werd De Brey als geheim agent in Nederland gedropt. Op 6 september 1944 werd hij in Mauthausen terechtgesteld. Hij was het laatste slachtoffer van het Englandspiel.

## Onderscheiden
- Bronzen Kruis, KB nr. 33 (Postuum) op 2 mei 1953[8]
- Kruis van Verdienste op 25 februari 1943[9]
- Oorlogsherinneringskruis